# Rulrul
A rulrul (Rollulus rouloul) a madarak osztályának tyúkalakúak (Galliformes) rendjébe, ezen belül a fácánfélék (Phasianidae) családjába és a Rollulus nem egyetlen faja.
A fácánféléken belül a fogoly- és fürjfélék az egyik legszebb, legszínesebb képviselője.

## Rendszerezés
Besorolása vitatott, egyes rendszerezők a fogolyformák (Perdicinae) alcsaládjába sorolják.

## Előfordulása
Mianmar déli részén, Thaiföld déli részén, Malajzia, Szumátra és Borneó szigetén fordul elő.
Élőhelyeként főként a nyíltabb tisztásokat kedveli.
Kedvelt díszmadár faj. Megpróbálták betelepíteni az őshazájához éghajlatilag igen közel álló Hawaii szigetekre, de nem sikerült.

## Megjelenése
Hossza 27 centiméter, de lehajtott farka és behúzott feje miatt kisebbnek látszik. A hím színezete fémes fényű kék, szárnya fémes fényű vöröses. Jellegzetessége a vörös színű, aránylag nagy bóbitája és a szeme körüli csupasz, vörös folt. A tojó sötétzöld színű, nagy barna szárnyfoltja van. Bóbitája lényegesen kisebb, mint a hímé és ugyanolyan zöld, mint a teste. Mindkét nem lába élénk vörös, csőrük fekete.

## Életmódja
Nem túl jó repülő, elsősorban a talajszinten mozog. Legtöbbször kisebb, 7-15 egyedet számláló csapatokban fordul elő. Szívesen kapargat a talajban rovarok, férgek után, de a gyümölcsöket sem veti meg. Gyakran megfigyelhető, ahogy disznóféléket követ, és felszedegeti az általuk feldarabolva otthagyott gyümölcsöket, amelyeket egészben nem tudna megenni.

## Szaporodása
Fészke csupán a talajba kapart kis mélyedés, melyet a tojó készít. 5-6 tojást rak, melyeken 18 napig kotlik.
A kakas a fiókák gondozásában nem vesz részt, viszont a tojó gondosan vezeti fiókáit, este a fészekmélyedéshez vezeti őket és apró ágakkal gondosan betakarja őket.
A fiókák gyorsan fejlődnek, 10 napos korukra már képesek a magasabb ágakra felgallyazni éjszakára.
A kakasokon már egy hónapos korukban megkezdődik a díszes tollbóbita kifejlődése.

## Képek

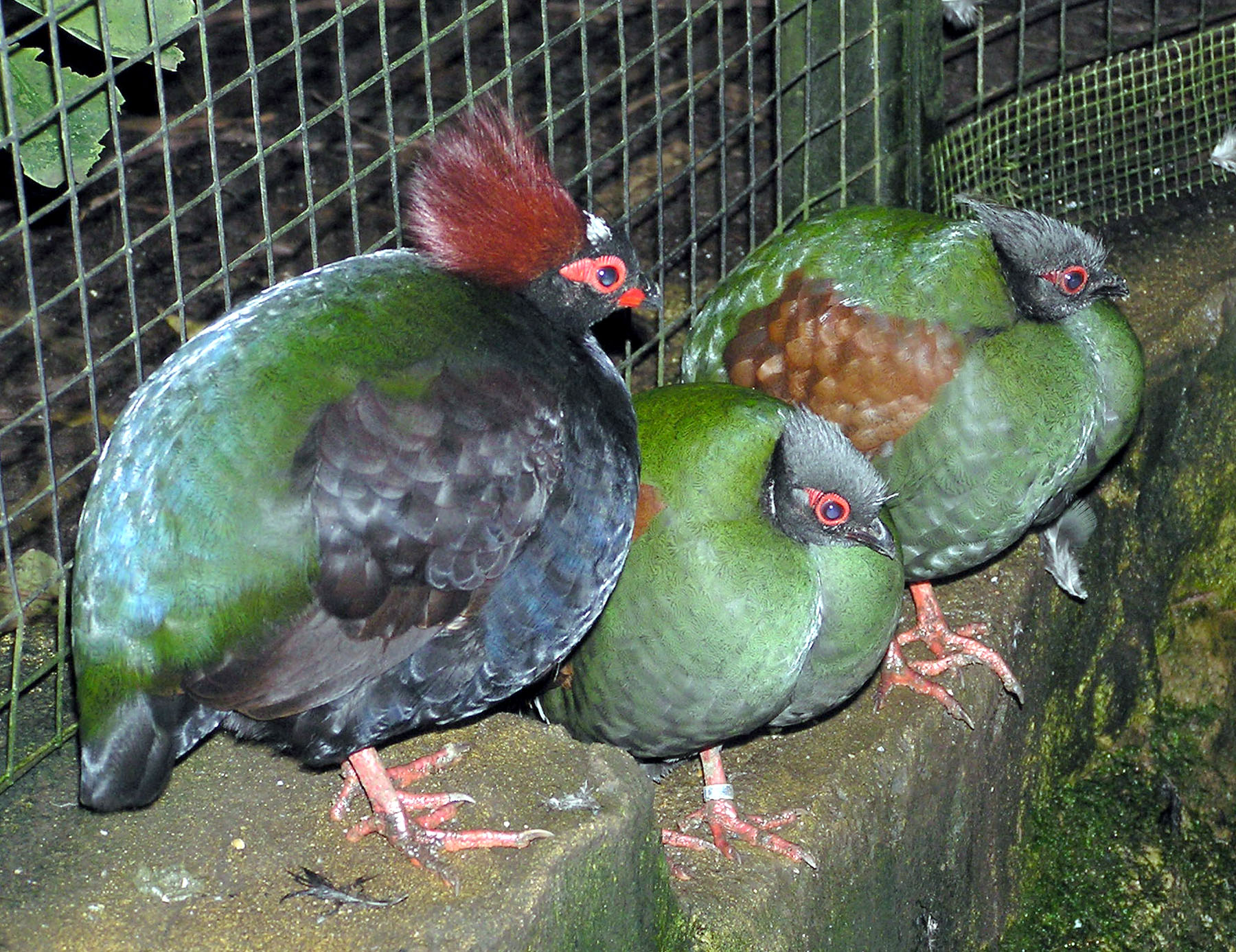
Hím és két nőstény rulrul
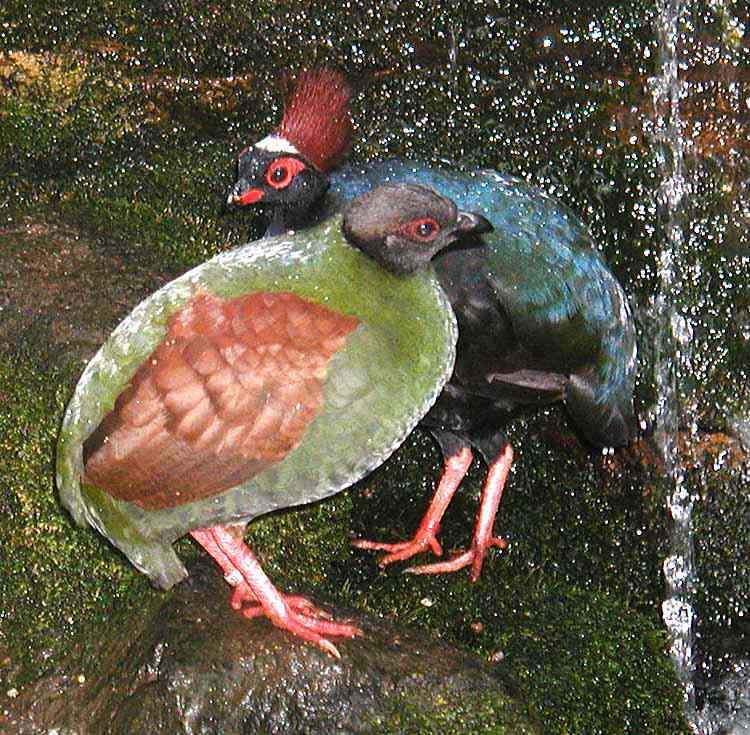
Rulrul pár
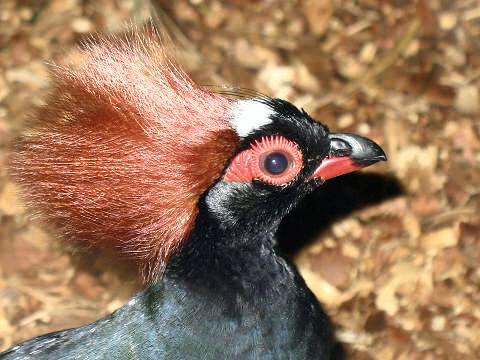
Rulrul kakas portréja
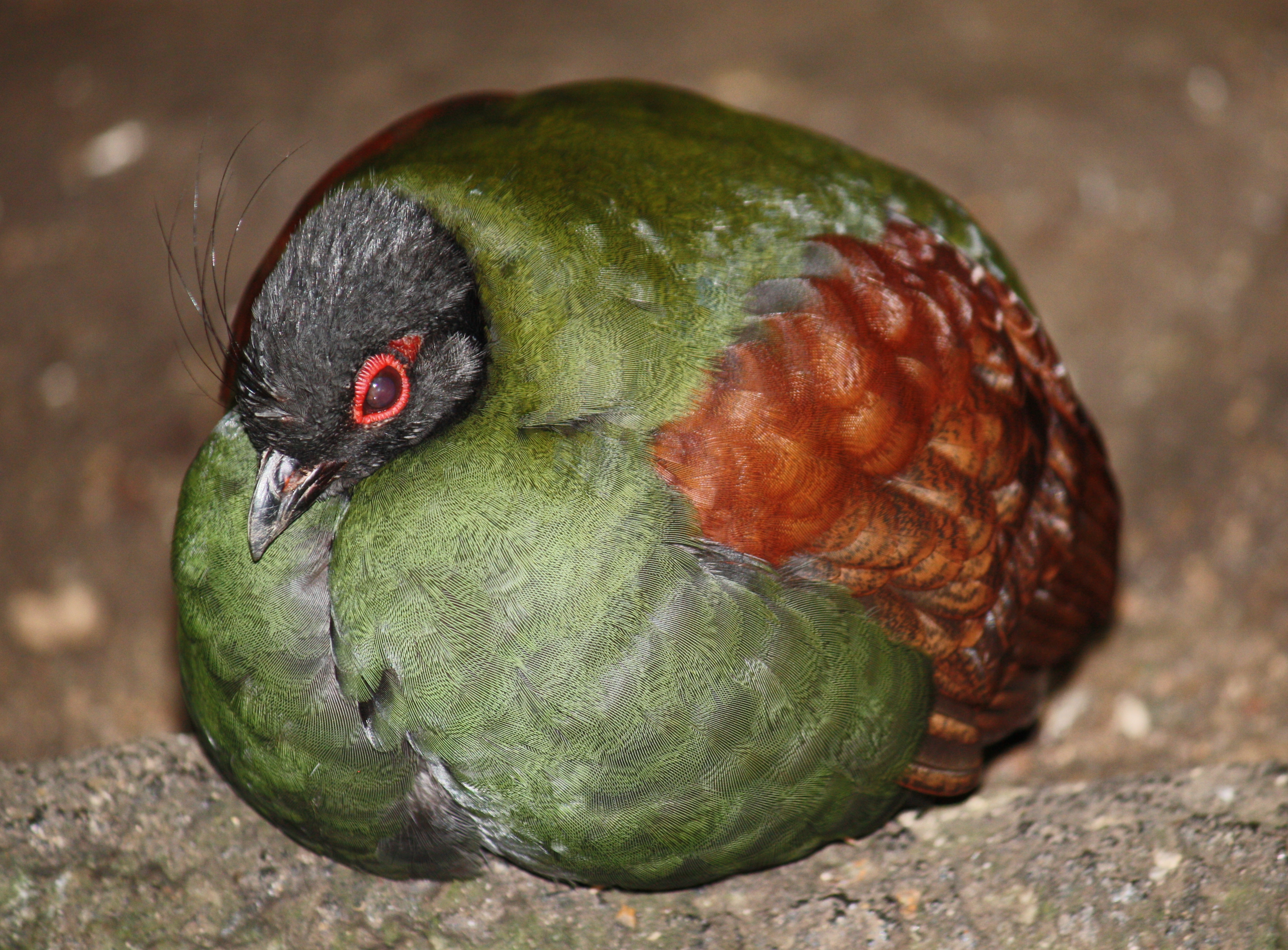
Rulrul tojó
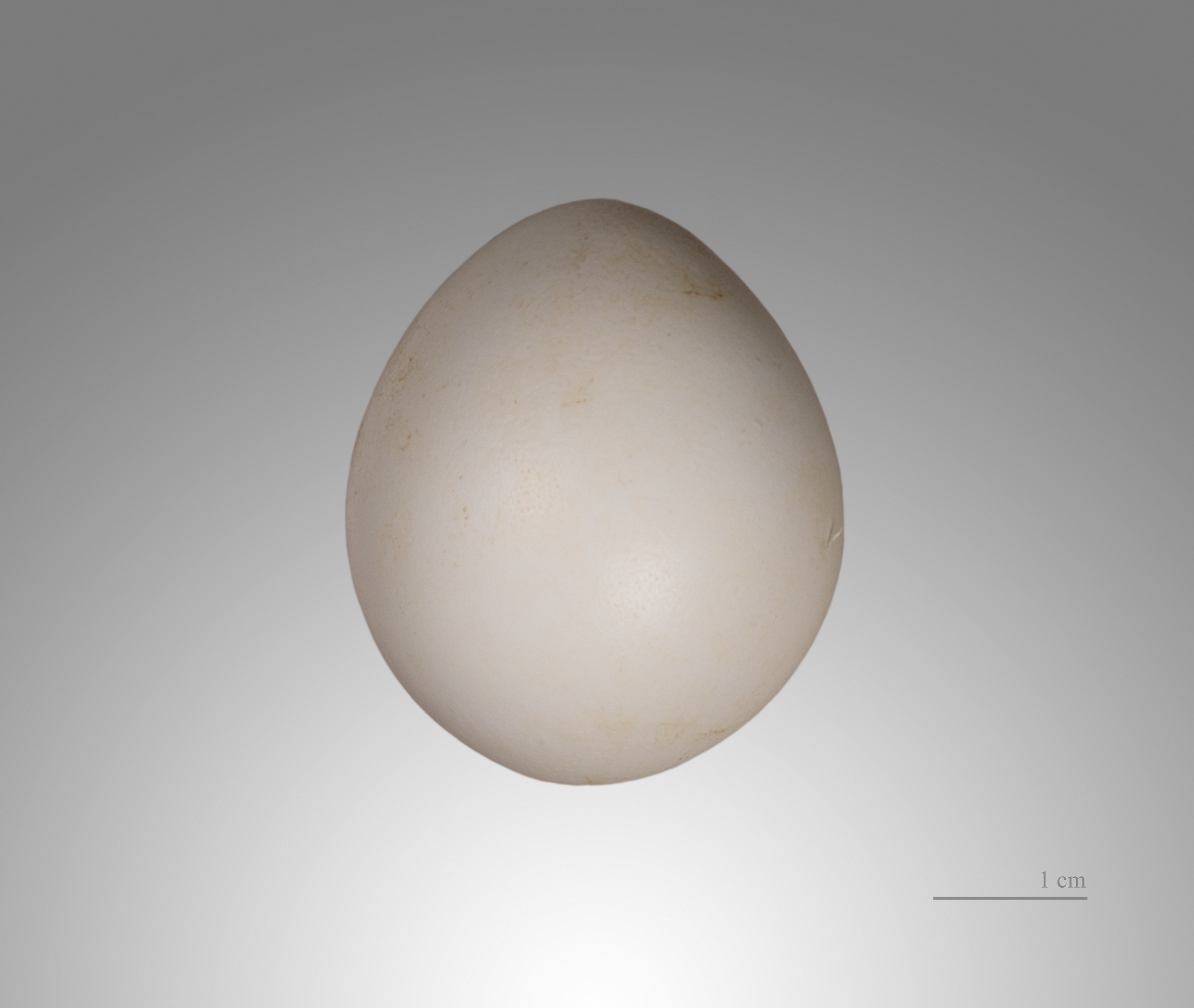